# Longshi, Hechuan
Longshi (kinesiska: 龙市)  är en köping i sydvästra Kina. Den ligger i stadsdistriktet Hechuan i storstadsområdet Chongqing, omkring 74 kilometer norr om det centrala stadsdistriktet Yuzhong. Antalet invånare är 56 142. Befolkningen består av 27 886 kvinnor och 28 256 män. Barn under 15 år utgör 18,0 %, vuxna 15-64 år 66 %, och äldre över 65 år 15,0 %.